# Miloš Ninković
Miloš Ninković (Szerbül: Милош Нинковић; Belgrád, 1984. december 25. –) szerb válogatott labdarúgó.
A szerb válogatott tagjaként részt vett a 2010-es világbajnokságon.

## Válogatott statisztika
| Szerb válogatott | Szerb válogatott | Szerb válogatott |
| Év               | Mérk.            | Gólok            |
| ---------------- | ---------------- | ---------------- |
| 2009             | 6                | 0                |
| 2010             | 9                | 0                |
| 2011             | 9                | 0                |
| 2012             | 4                | 0                |
| Összesen         | 28               | 0                |

## Sikerei, díjai
Dinamo Kijiv
- Ukrán bajnok (2): 2006–07, 2008–09
- Ukrán kupa (3): 2004–05, 2005–06, 2006–07
- Ukrán szuperkupa (4): 2006, 2007, 2009, 2011

Crvena zvezda
- Szerb bajnok (1): 2013–14